# Марк Анній Лібон
Марк Анній Лібон (лат. Marcus Annius Libo; ? — 162) — державний діяч часів Римської імперії, ординарний консул 128 року.

## Життєпис
Походив з впливового сенаторського роду Анніїв. Син Марка Аннія Вера, консула 97, 121, 126 років, та Рупілії Фаустіни. Мати останньої була небогою імператора Траяна. Сестра Марка Аннія Лібона — Фаустіна — стала дружиною імператора Антоніна Пія. Марк є старшим братом Марка Аннія Вера, претора, який одружився з Доміцією Луціллою і став батьком імператора Марка Аврелія. Отримав свій когномен Лібон за дідом за материнською лінією.
Здобув гарну освіту. Належність до впливової родини сприяла швидкій кар'єрі. У 128 році став консулом разом з Луцієм Нонієм Кальпурнієм Торкватом Аспренатом. Того ж року одружився з Фунданією.
За правління свого шурина — імператора (з 138 року) Антоніна Пія — увійшов до імператорської ради, ставши одним з радників. Водночас отримав статус сенатора.

## Родина
Дружина — Фунданія
Діти:
- Марк Анній Лібон, консул-суффект 161 року.
- Аннія Фунданія Фаустіна, дружина Тіт Помпоній Полліон, консула 150 та 176 років.